# Agoncillo
Pour les articles homonymes, voir Agoncillo (homonymie).
Agoncillo est une municipalité de la province de Batangas. Elle fut nommée ainsi en honneur de Felipe Agoncillo en 1949.
Elle compte 21 barangays:
| - Adia - Bagong Sikat - Balangon - Banyaga - Bilibinwang - Bangin - Barigon - Coral Na Munti - Guitna - Mabini - Pamiga | - Panhulan - Pansipit - Poblacion - Pook - San Jacinto - San Teodoro - Santa Cruz - Santo Tomas - Subic Ibaba - Subic Ilaya |